# Coördinatenruimte
In de lineaire algebra, een deelgebied van de wiskunde, is de coördinatenruimte {\displaystyle F^{n}} het {\displaystyle n}-voudige cartesische product van het lichaam (Ned) / veld (Be) {\displaystyle F}. De coördinatenruimte {\displaystyle F^{n}} bestaat uit de  {\displaystyle n}-tupels, dus rijen van {\displaystyle n} elementen, van {\displaystyle F}. De rijen van aftelbaar oneindig veel elementen van {\displaystyle F} vormen ook een coördinatenruimte. Een coördinatenruimte is het voorbeeld van een vectorruimte met aftelbare dimensie.
De reële coördinatenruimte Fout bij het parsen (SVG (MathML kan worden gebruikt via een browserplugin): Ongeldig antwoord ("Math extension cannot connect to Restbase.") van server "http://localhost:6011/nl.wikipedia.org/v1/":): {\displaystyle \R^n}
 is een voorbeeld van een coördinatenruimte.

## Definitie
Voor een willekeurig lichaam (Ned) / veld (Be) {\displaystyle F}, zoals de reële getallen {\displaystyle \mathbb {R} } of de complexe getallen {\displaystyle \mathbb {C} } en natuurlijk getal {\displaystyle n} wordt de ruimte {\displaystyle F^{n}} van alle {\displaystyle n}-tupels van elementen van Fout bij het parsen (SVG (MathML kan worden gebruikt via een browserplugin): Ongeldig antwoord ("Math extension cannot connect to Restbase.") van server "http://localhost:6011/nl.wikipedia.org/v1/":): {\displaystyle F}
 de n-dimensionale coördinatenruimte genoemd.
Deze coördinatenruimte is een {\displaystyle n}-dimensionale vectorruimte over {\displaystyle F}. Een element {\displaystyle \mathbf {x} } van {\displaystyle F} is een rij
{\displaystyle \mathbf {x} =(x_{1},x_{2},\ldots ,x_{n})},
waarin elke {\displaystyle x_{i}} een element is van {\displaystyle F}. De Fout bij het parsen (SVG (MathML kan worden gebruikt via een browserplugin): Ongeldig antwoord ("Math extension cannot connect to Restbase.") van server "http://localhost:6011/nl.wikipedia.org/v1/":): {\displaystyle n}
 elementen {\displaystyle x_{i}} heten de kentallen van de vector {\displaystyle \mathbf {x} }. De {\displaystyle n} vectoren {\displaystyle x_{i}\mathbf {e} _{i}=(0,\ldots ,0,x_{i},0,\ldots ,0)}, waarin {\displaystyle \mathbf {e} _{i}=(0,\ldots ,0,1,0,\ldots ,0)} de {\displaystyle i}-de eenheidsvector uit de standaardbasis is, heten de componenten van {\displaystyle \mathbf {x} }. Een vector is de som van de componenten ervan:
{\displaystyle \mathbf {x} =\sum _{i=1}^{n}x_{i}\mathbf {e} _{i}}
Optellen en scalair vermenigvuldigen op {\displaystyle F^{n}} zijn gedefinieerd door
{\displaystyle \mathbf {x} +\mathbf {y} =(x_{1}+y_{1},x_{2}+y_{2},\ldots ,x_{n}+y_{n})}
en
{\displaystyle \alpha \mathbf {x} =(\alpha x_{1},\alpha x_{2},\ldots ,\alpha x_{n})}
De nulvector is
{\displaystyle \mathbf {0} =(0,0,\cdots ,0)}
en de additieve inverse van de vector {\displaystyle \mathbf {x} } wordt gegeven door
{\displaystyle -\mathbf {x} =(-x_{1},-x_{2},\cdots ,-x_{n})}
Alle {\displaystyle n}-dimensionale vectorruimten over hetzelfde lichaam zijn isomorf met elkaar.

### Matrixnotatie
De elementen van de coördinatenruimte Fout bij het parsen (SVG (MathML kan worden gebruikt via een browserplugin): Ongeldig antwoord ("Math extension cannot connect to Restbase.") van server "http://localhost:6011/nl.wikipedia.org/v1/":): {\displaystyle F^n}
 worden ook wel in matrixnotatie geschreven als kolomvectoren
{\displaystyle \mathbf {x} ={\begin{bmatrix}x_{1}\\x_{2}\\\vdots \\x_{n}\end{bmatrix}}}
of soms als rijvectoren:
{\displaystyle \mathbf {x} ={\begin{bmatrix}x_{1}&x_{2}&\dots &x_{n}\end{bmatrix}}}
De coördinatenruimte {\displaystyle F^{n}} kan dan worden geïnterpreteerd als de ruimte van alle {\displaystyle n\times 1}-kolomvectoren of alle {\displaystyle 1\times n}-rijvectoren, met daarbij de bewerkingen van optellen van matrices en de matrixvermenigvuldiging. 
Lineaire transformaties van {\displaystyle F^{n}} naar {\displaystyle F^{m}} kunnen dan worden geschreven als {\displaystyle m\times n}-matrices, die via linkervermenigvuldiging, wanneer de elementen van {\displaystyle F^{n}} kolomvectoren zijn, of rechtervermenigvuldiging, als het rijvectoren zijn, inwerken op de elementen van {\displaystyle F^{n}}.

## Standaardbasis
De coördinatenruimte Fout bij het parsen (SVG (MathML kan worden gebruikt via een browserplugin): Ongeldig antwoord ("Math extension cannot connect to Restbase.") van server "http://localhost:6011/nl.wikipedia.org/v1/":): {\displaystyle F^n}
 heeft als standaardbasis het stelsel eenheidsvectoren:
{\displaystyle \mathbf {e} _{1}=(1,0,\ldots ,0)}
{\displaystyle \mathbf {e} _{2}=(0,1,\ldots ,0)}
{\displaystyle \vdots }
{\displaystyle \mathbf {e} _{n}=(0,0,\ldots ,1)}
waarin 1 de neutrale element voor de vermenigvuldiging in {\displaystyle F} aanduidt.